# びゅうコースター風っこ
びゅうコースター風っこ（びゅうコースターかぜっこ）は、東日本旅客鉄道（JR東日本）が2000年（平成12年）から保有している鉄道車両で、ジョイフルトレイン・観光列車と呼ばれる車両の一種である。

## 概要
JR東日本仙台支社管内で使用されていたトロッコ貨車は、老朽化とともに運転時の入れ換え作業や保安要員の配置など運行コストの問題を発生させていた。更新する車両には、機関車が不要で運転線区や速度の自由度も高い気動車が選定され、キハ48 547・1541を種車として2000年（平成12年）に登場した。改造工事は新潟鐵工が担当した。

## 使用車両
いずれもキハ48形から改造したものであり、改造に伴う車番の変更はない。
- キハ48-547
- キハ48-1541

車体側面を大きく開口させ、外気を存分に感じることができるようにするとともに、冬季には寒気対策のために開口部にガラス戸をはめ込んだり、取り付けられたストーブを焚くことができる。また開口部の下部にはガラス戸を設置し、さらに開放感を高めている。外装は、春から夏に掛けての車窓の自然をイメージした緑（若葉）、青（川・湖）、白（雲）、黄（光）をちりばめた爽やかなものである。なお、キハ48-547はライトブラウン、キハ48-1541はグリーンを基調とした内装としている。車内には、難燃木材を使用した木製座席が設けられ、各ボックスにはテーブルが設置された。天井は骨組みを剥き出しにし、白熱灯を用いてレトロで暖かみのある雰囲気を創り出している。なお、機関についてもDMF14HZへ換装された。

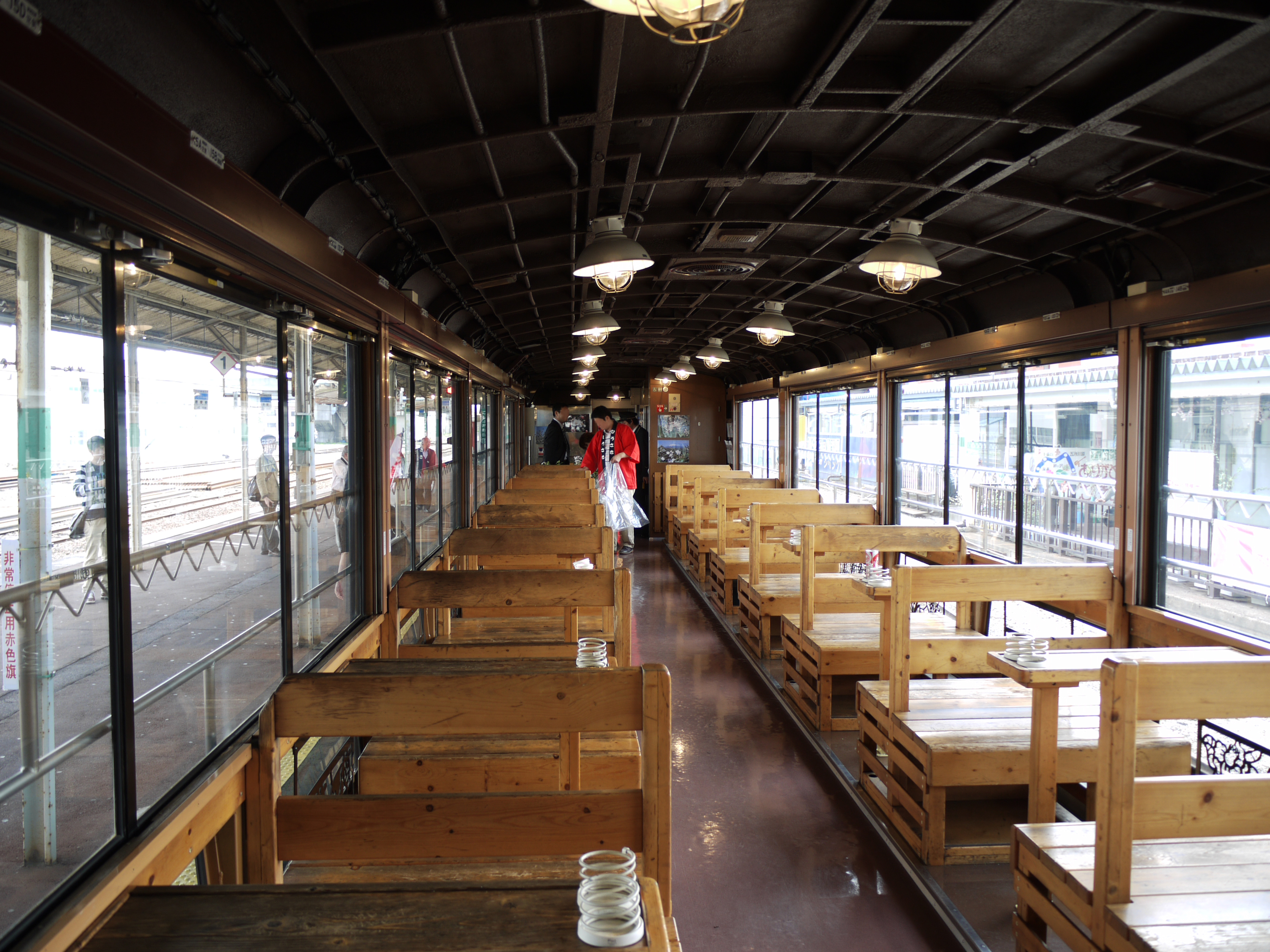
キハ48-547の車内の様子（2013年5月）
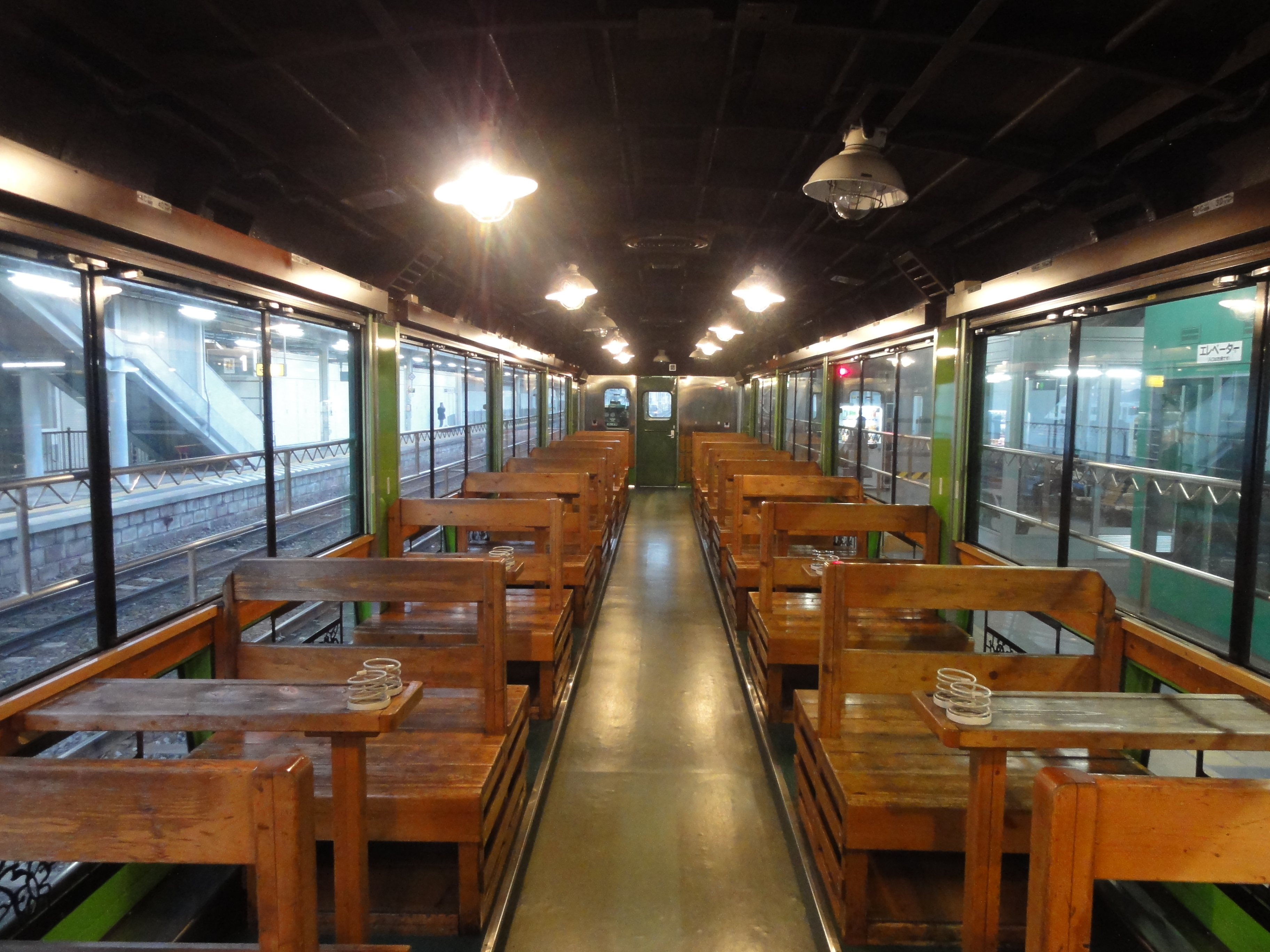
キハ48-1541の車内の様子（2015年2月）
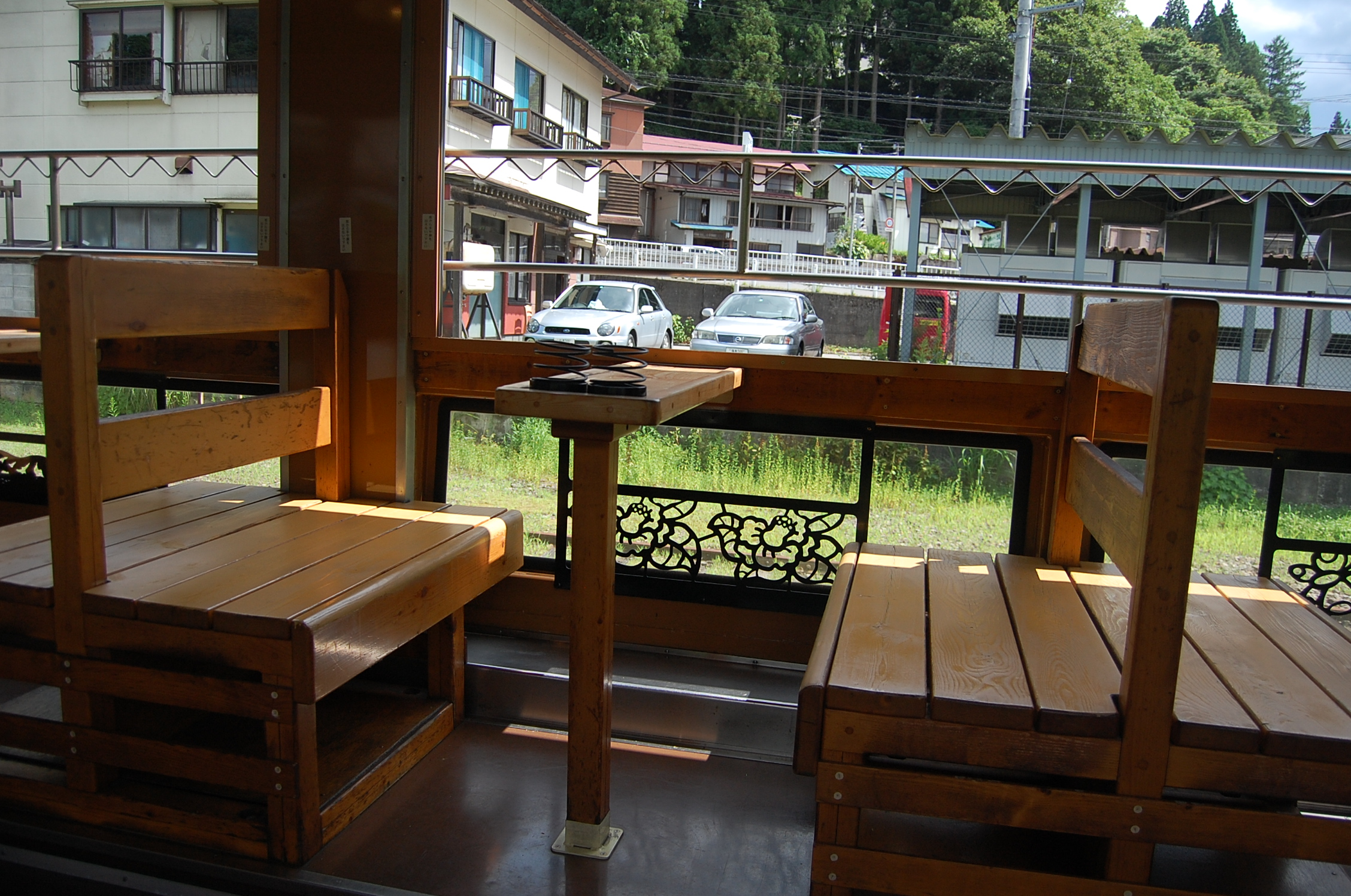
木製の座席（2020年8月）
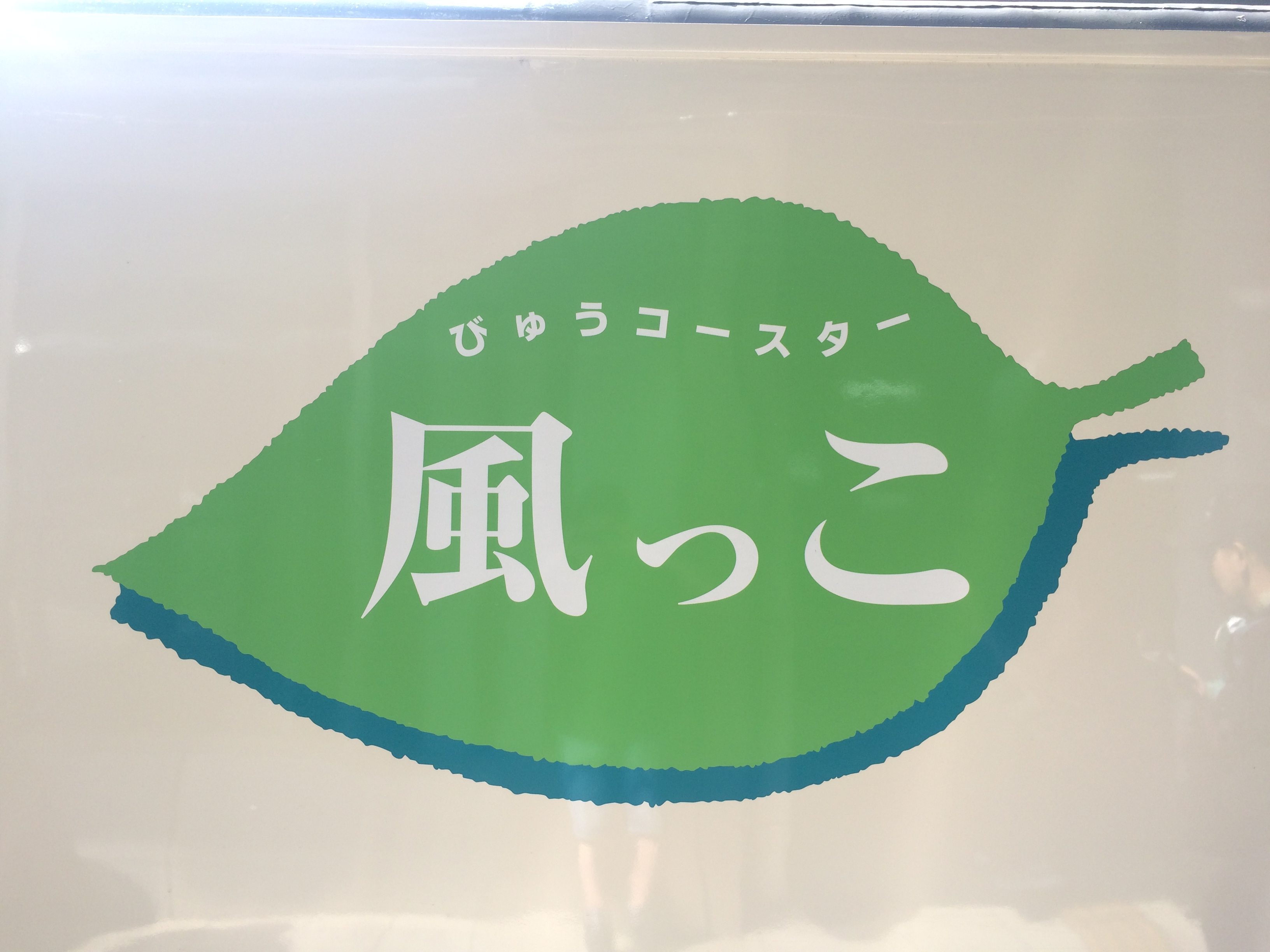
びゅうコースター風っこのロゴ（長野駅にて、2017年6月）

## 運用
登場後は各路線のトロッコ臨時列車として使用されており、仙台支社管内はもとより、他の支社管内でのトロッコ列車でも多く使用されている。また、2020年までは種車が同じである同社のみのりとの混結も見られた。
JR東日本の路線以外にも、わたらせ渓谷鐵道や三陸鉄道、会津鉄道などの他社線への乗り入れも行っている。
また、それらJR東日本管内での運転に加えて、2019年7月 - 9月にかけてJR北海道に車両を貸し出し、宗谷本線で「風っこ  そうや」号として週末を中心に運行していた。

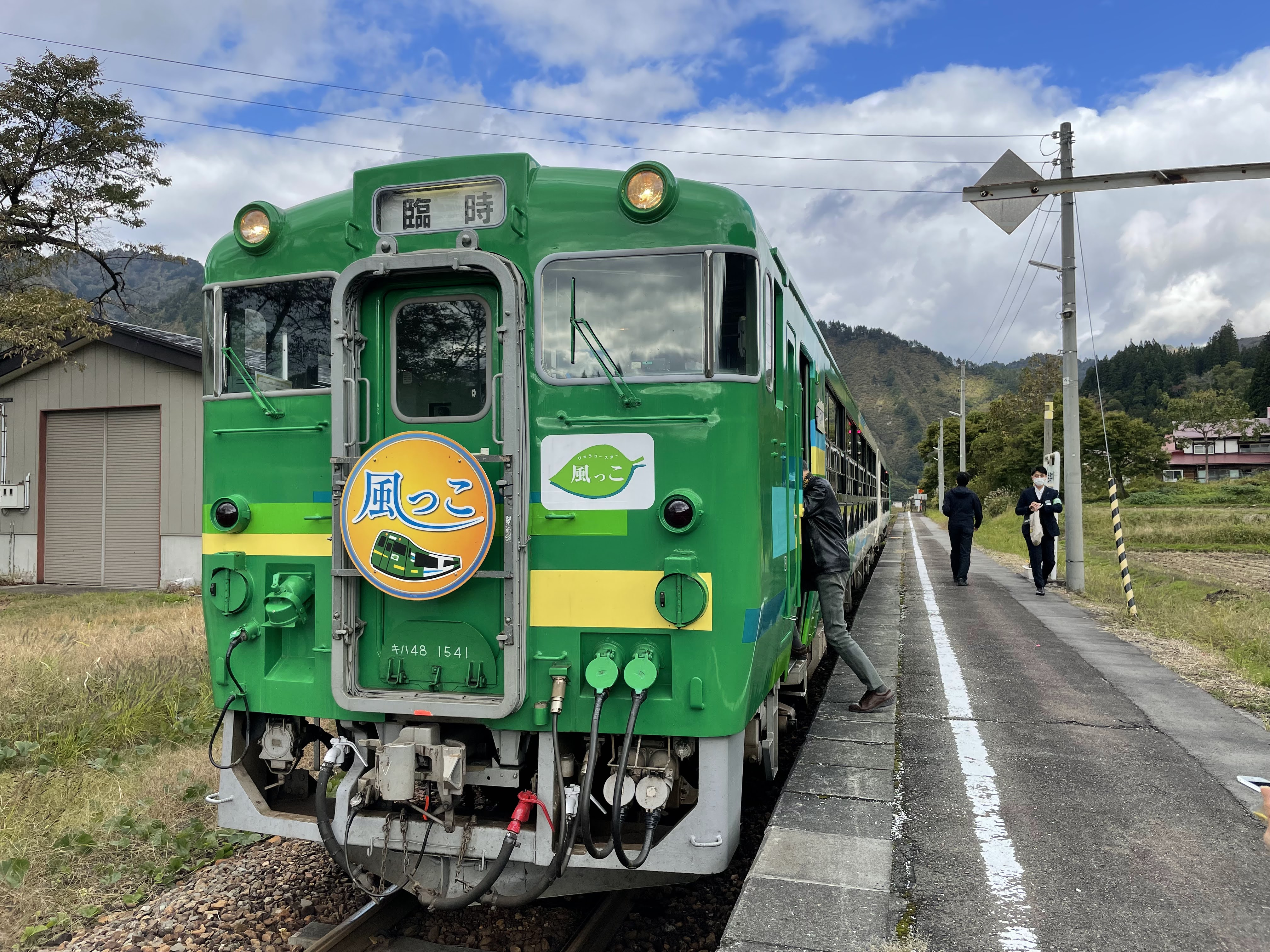
只見線で運用される「びゅうコースター風っこ」（2021年10月）
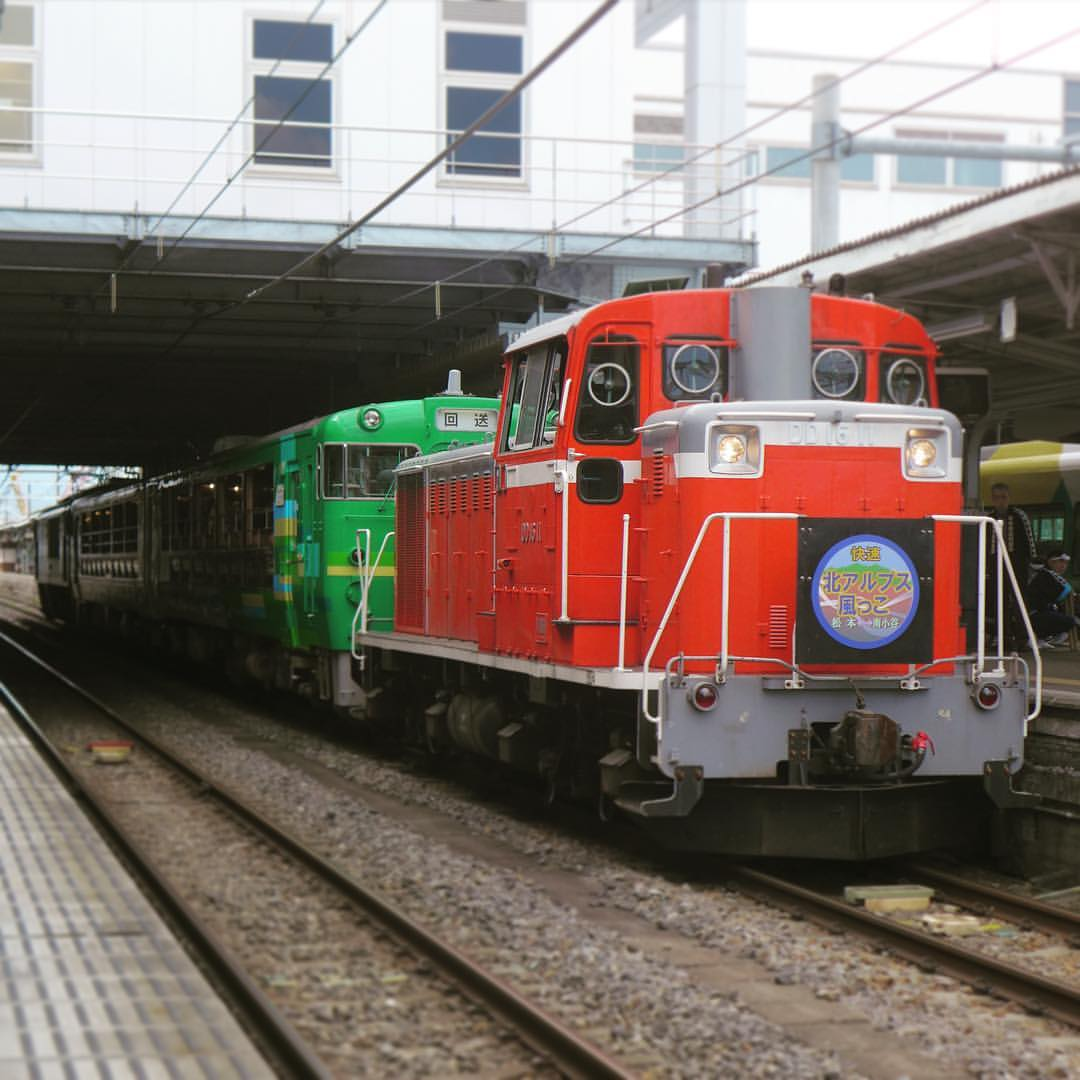
DD16・EF64牽引の「北アルプス風っこ」運用時（2017年7月）
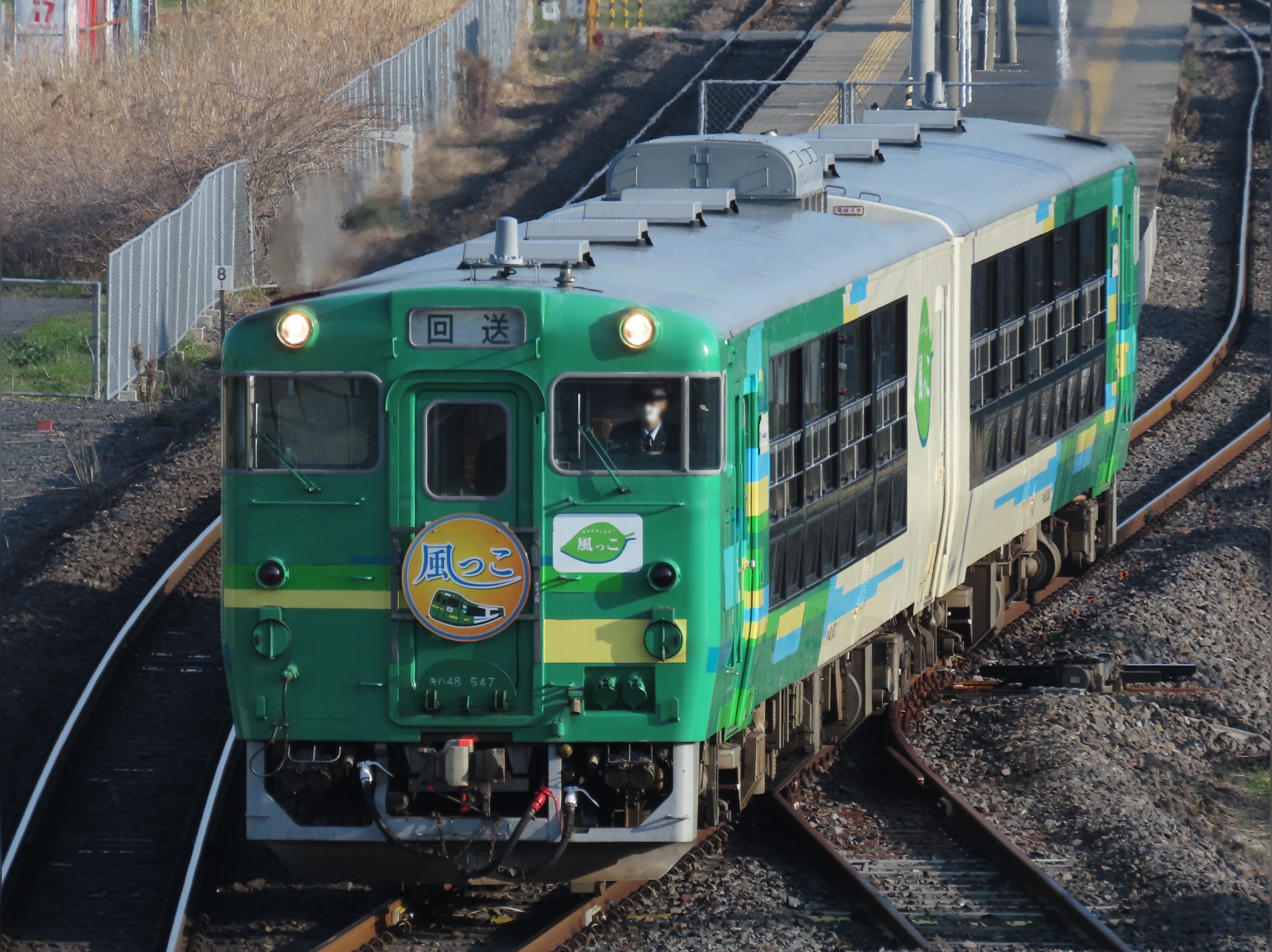
水郡線で運用される「びゅうコースター風っこ」（2024年3月）